# Dieter Willmann (Eishockeyspieler)
Dieter Willmann (* 4. Januar 1963 in Freiburg im Breisgau) ist ein ehemaliger deutscher Eishockeyspieler, der in der Bundesliga für den EHC Freiburg, den Schwenninger ERC, die Düsseldorfer EG und den Mannheimer ERC spielte.

## Spielerkarriere
Willmann begann seine Karriere im Alter von 14 Jahren bei den Freiburgern, für die er in der Saison 1980/81 seine ersten Zweitligaeinsätze absolvierte. Mit dem EHC stieg Willmann 1981 und 1983 in die Eishockey-Bundesliga auf, über den SV Bayreuth und den EC Bad Nauheim wechselte er schließlich während der Spielzeit 1985/86 zum Schwenninger ERC, für die er bis 1989 in der 1. Bundesliga auf dem Eis stand. Nach anderthalb Jahren bei der Düsseldorfer EG, mit der er 1990 Deutscher Meister wurde, wechselte Willmann zum Mannheimer ERC. Nach der Gründung der DEL spielte der Stürmer noch ein weiteres Jahr für die neu ausgegliederte Profimannschaft des MERC, die Adler Mannheim, bevor er seine Profikarriere beendete.
Dieter Willmann wurde mit dem ERC Freiburg der erste DEB-Pokalsieger. Besondere Momente seiner Karriere waren die Teilnahme am Spengler Cup in Davos mit dem Mannheimer ERC sowie sein Tor beim „Epson Cup 1990“ in Düsseldorf, als Willmann ein Tor gegen die St. Louis Blues erzielte.

### International
Für die deutsche Eishockeynationalmannschaft bestritt Dieter Willmann die Weltmeisterschaft 1990, bei der das Team den siebten Platz belegte. Damit war er der erste in Freiburg geborene Eishockey-Weltmeisterschaftsteilnehmer.

## Karrierestatistik
(Legende zur Spielerstatistik: Sp oder GP = absolvierte Spiele; T oder G = erzielte Tore; V oder A = erzielte Assists; Pkt oder Pts = erzielte Scorerpunkte; SM oder PIM = erhaltene Strafminuten; +/− = Plus/Minus-Bilanz; PP = erzielte Überzahltore; SH = erzielte Unterzahltore; GW = erzielte Siegtore; 1 Play-downs/Relegation; Kursiv: Statistik nicht vollständig)